# Вірсаладзе Елісо Костянтинівна
Елісо Костянтинівна Вірсаладзе (нар. 14 вересня 1942, Тбілісі) — грузинська піаністка. Закінчила Московську консерваторію, де її педагогами були Генріх Нейгауз і Яків Зак. З 1967 Вірсаладзе викладає у Московській консерваторії (з 1977 — доцент, з 1993 — професор) і є професором Вищої школи музики в Мюнхені. Онука грузинської артистки і педагога з фортепіано Анастасії Давидівни Вірсаладзе.
Серед її учнів — лауреати найбільших міжнародних конкурсів Б. Березовський, Є. Воскресенська, В. Броневецький, Я. Кацнельсон, А. Володін, Д. Капрін, М. Коломійцева, О. Осмінін, Л. Акопова, М. Нахапетов, Т. Черничка, О. Мачератіні, Е. Міркасімова та інші.

## Творча діяльність
Концертний репертуар піаністки включає широкий спектр творів західноєвропейської та радянської класики. Вона виступала з оркестрами Росії, а також Лондонським філармонічним оркестром у Європі, США, Японії, працював з такими диригентами, як Рудольф Баршай, Кирило Кондрашин, Євгеній Свєтланов, Юрій Темірканов, Курт Зандерлінг та іншими. Виступала в камерних ансамблях із С. Ріхтером, Н. Гутман, О. Каганом й іншими видатними музикантами.
Одержала срібну медаль Всесвітнього фестивалю у Відні (1959), бронзову медаль ІІ Міжнародного конкурсу імені Чайковського у Москві (1962), золоту медаль на Міжнародному конкурсі імені Р.Шумана в Цвіккау (1966).
Піаністка нагороджена премією імені Р. Шумана (1976), Державною премією Грузії (1983). В 1971 їй присуджене звання народної артистки Грузинської РСР, 1989 — Народної артистки СРСР. В 2000 вона визнана гідною Державної премії Росії. Почесна громадянка Тбілісі (2009). Президентський орден Сяйво (Грузія, 2017).